# Heurisztika
A heurisztika az ógörög heureszisz (rátalálás) szóból származik. Az új igazságok módszeres fölfedezésének művészete, az a folyamat, amelynek során nem szigorúan szabatos logikai következtetéssel jutunk el a premisszáktól a konklúzióig, ám az eredmény helyes lesz. Másképpen: az egyértelmű algoritmusok helyett próbálkozásokkal, korábban megszerzett tapasztalatok felhasználásával működő feladatmegoldási módszer. A mesterségesintelligencia-kutatásban a szónak ennél szűkebb, precízen definiálható értelme van.

## A heurisztika a jelenkori filozófiában
A jelenkori filozófiában azokat a fogalmakat, tételeket, eljárásokat és módszereket nevezik heurisztikusnak - ill. tulajdonítanak nekik heurisztikus értékeket -, amelyek hozzájárulnak ismereteink bővítéséhez, ám anélkül, hogy képesek volnának megalapozni az így szerzett ismeret bizonyságát.

## Matematikai heurisztika
A matematikában heurisztikusnak az olyan gondolatmenetet nevezik, amely még nem bizonyított állítások mellett érvel, tapasztalati tényekből megfogalmazott tulajdonságok segítségével. Híres művek, amelyek részben vagy egészben e témakörrel foglalkoznak: René Descartes Szabályok az értelem vezetésére, ill. Pólya György A gondolkodás iskolája c. könyvei.

## Heurisztikus problémamegoldás
Ha heurisztika útján sikerül egy problémát megoldani, akkor a bizonyítás már szigorú logikai úton is elvégezhető, az eredeti heurisztikus módszerek feleslegessé válnak.

## Heurisztika azoktatásban
Az az eljárás, amely szerint a tanító az ő kérdései, valamint a tanulóknak e kérdésekre adott feleletei segítésével törekszik tanítványai tudatában általános ítéleteket, igazságokat, szabályokat, törvényeket megállapítani. A heurisztika az erotematikus vagy másképp párbeszédes tanalaknak egyik fajtája s így ellentéte az akroamatikus vagy előadó tanalaknak, amely szerint a tanító maga beszél, magyaráz, közöl s adja készen a tudásanyagot. A heurisztika természetesen nem alkalmazható ott, ahol merőben új anyagnak a közvetítéséről van szó, de ott igen, ahol a tanulókat önállóságra akarjuk szoktatni a képzetek és fogalmak összefűzésében. Nagy haszna a heurisztikának, hogy 
- ezáltal a tanító könnyen kipuhatolhatja tanítványai képességeit és ismereteit, ami arra nézve nagyon fontos, hogy növendékei egyéniségéhez igazítsa a tanítási módszerét;
- felkelti és ébren tartja a tanulók figyelmét és érdeklődését;
- a tanulót tevékenységre ösztönzi és beszélőképességét fejleszti.

## Heurisztika aretorikában
Az a rész, amely az invencióról, a szónoki beszéd anyagának és alapgondolatának feltalálásáról szól.

## Heurisztika a pszichológiában
Amikor az emberek felületes információ feldolgozási módot választanak, akkor hozzáférhető és kiugró információk alapján inkább egyszerű döntéseket hoznak egy tárggyal kapcsolatban. A feldolgozás felületessége ellenére azonban némi információ eljut hozzánk, az ilyen egyszerű információdarabkák meggyőzési heurisztikaként működnek. Ezek egyszerű szabályok arra vonatkozóan, hogy az ember kedvel-e valamilyen tárgyat vagy sem, anélkül, hogy alaposabban meg kellene fontolnia a kapott információkat.
A heurisztikák típusai a következők:
- szakértői heurisztika (tapasztaltakkal való egyetértés): hamar kialakul bennünk a szabály, hogy a szakértők tudják, miről beszélnek, mivel úgy gondoljuk, hogy a megfelelő képesítéssel rendelkező egyének általában meggyőző dolgokat mondanak. Ehhez azonban a kommunikátornak kompetensnek és megbízhatónak kell lennie.

- üzenethosszúság-heurisztika (hosszúság egyenlő az erővel): minél hosszabb az üzenet, annál hitelesebbnek tűnik a szemünkben (pl. kampánybeszéd). A mennyiség azonban nem mindig jelent minőséget, és a számokra való fókuszálás miatt gyakran nem vesszük észre, hogy a szöveg éppen hiányos, indokolatlan.

- "ami drága, az jó is" heurisztika: sok ember hisz ebben, amikor autót, parfümöt, ruhát, bort vagy ékszert vásárolnak. Sokunknak vannak tapasztalatai azonban, amelyek ezt a feltevést cáfolni látszanak.

A meggyőzési heurisztikák az üzenetek feldolgozásának meglehetősen gyakran használt módja. A szakértők általában tudják, mit beszélnek, egy hosszú üzenet lehet, hogy több lényeges információt tartalmaz, mint egy rövid, és úgy gondoljuk, egy drága tárgy biztosan a kimagasló minősége miatt drága. Néha azonban ez a felületes feldolgozás nem meggyőző, nem nyújt elég információt. Ilyen esetben motiváltak leszünk alaposabban feldolgozni az információt. (Smith & Mackie, 2004)

### Heurisztikák a döntéshozatalban
Amos Tversky és Daniel Kahneman a 70-es, 80-as években úttörő kutatásainak révén számos döntéshozatallal kapcsolatos tipikus torzítást és a mögöttük húzódó 3 heurisztikát írt le. 
- reprezentativitásheurisztika: a valószínűségeket az alapján becsüljük meg, hogy egy eset mennyire hasonlít egy osztályhoz. A szerencsejátékos torzítása is ezzel az elvvel magyarázható. A szerencsejátékos torzítás például akkor jelenik meg, amikor pénzérmét egymásután feldobva egy fejjel és írással kevert sorozatot inkább véletlenszerűnek tekintünk, mint egy csupa fejből állót. Valamint ha megkérdezünk valakit, hogy 5 fejjel végződő dobás után fej, vagy írás következik, akkor nagyobb valószínűséggel mond írást, pedig az érme nem emlékszik.

Ha megkérjük az embereket, hogy döntsék el pár tulajdonság alapján, hogy István foglalkozása könyvtáros-e vagy mezőgazdász: „István nagyon félénk és visszahúzódó, mindig segítőkész, ám az emberek vagy a valóság világa kevésbé izgatja. Szelíd és rendszerető ember, szüksége van a rendre és az összefüggésekre, és a részletek megszállottja.”, akkor inkább fogják őt könyvtárosnak hinni, mint mezőgazdásznak, holott az utóbbiból több van. Ez is a reprezentativitásheurisztikának köszönhető.
- elérhetőségi heurisztika:  az esélyek és a hasznosság súlyozását az elérhetőség kedvezőtlenül befolyásolhatja. Angol vizsgálati személyeket kértek meg, hogy becsüljék meg, hogy k betűvel kezdődő szó van több, vagy olyan ahol k a harmadik betű. Nagyobb valószínűséggel mondták azt, hogy k-val kezdődő szóból van a több, pedig ez nem igaz. Itt a keresési torzítás miatt alakul ki ez a heurisztika, mert úgy könnyebben tudunk keresni olyan szavakat, ha a kezdőbetűt nézzük, mint hogy más helyét a betűnek.

Más helyzetekben is megfigyelhető ez a heurisztika, például az emberek hajlamosabbak veszélyesebbnek gondolni a repülő utakat, mint az autós utazást, pedig ez pont fordítva van, de mivel a hírekben nagyobb arányban fordul elő repülőszerencsétlenség, ezért azt könnyebb előhívni, így kialakul az előhívási torzítás.
- lehorgonyzási és igazítási heurisztika: a végeredmény függ az első operandus értékétől, amelyhez lehorgonyozzuk a számításainkat, míg az igazítás, amellyel az eredményt korrigáljuk, gyakran elégtelen. Vizsgálati személyeknek meg kellett becsülni két szorzási sorozat eredményét: 1 × 2 × 3 × 4 × 5 × 6 × 7 × 8, vagy 8 × 7 × 6 × 5 × 4 × 3 × 2 × 1. A két szorzás azonos, mégis az első megoldására olyan 500 körüli értéket adtak, a másodikra pedig 2000 körülit. Az eredmény nemcsak azt mutatja be, hogy az első információk (operandusok) mennyire befolyásolják az utána lévőket, hanem azt is, hogy az emberek mennyire alulbecsülték az eredményt, mert a helyes eredmény 40 320.